# Bogdan Trojanek
Bogdan Trojanek (ur. 1 kwietnia 1966 w Sławnie, Polska) – lider i założyciel zespołu Terne Roma (Młodzi Cyganie). Romski piosenkarz, autor tekstów, muzyki, prezes Królewskiej Fundacji Romów,  założonej przez cygańskiego króla Henryka „Nudzia” Kozłowskiego, znany również jako Biały Cygan. Członek Rządowej Komisji od 2015 roku.   
Urodził się i wychował w Sławnie. Jest trzecim dzieckiem Krystyny i Jana Trojanków, pochodzi z wielodzietnej rodziny.

## Komisja Rządowa
10 lutego 2015 roku Bogdan Trojanek został powołany na reprezentanta Romów przez Ewę Kopacz w komisji wspólnej do spraw Mniejszości Narodowych i Etnicznych.

## Działalność charytatywna
Bogdan Trojanek dzięki swojej działalności i zasługom na rzecz potrzebujących otrzymał wiele odznaczeń. Jednym z nich jest Order Uśmiechu. Trojanek jest jedynym Romem na świecie, któremu przyznano ten order. Kolejnymi były otrzymane: Srebrny Krzyż Zasługi z rąk prezydenta Aleksandra Kwaśniewskiego, wyróżnienie za propagowanie humanitarnego traktowania zwierząt, tytuł i statuetka „Człowiek otwartego serca” oraz Złoty Krzyż Zasługi nadany przez prezydenta Andrzeja Dudę. W roku 2019 otrzymał od Ministra Edukacji Narodowej Medal Komisji Edukacji Narodowej za szczególne zasługi dla oświaty i wychowania. 

## Terne Roma
Zespół Terne Roma (z romskiego: Młodzi Cyganie) składa się z 11 osób, a większość pochodzi z rodziny Trojanków. Zespół ma na swoim koncie jedenaście płyt. W 2000 roku podczas IV Międzynarodowego Festiwalu Kultury i Piosenki Romów w Ciechocinku, zespół Terne Roma otrzymał wszystkie możliwe nagrody (nagroda publiczności, nagroda telewidzów). To wydarzenie było przełomem w karierze zespołu.

## Dyskografia
- Ślad Taboru
- Złote Przeboje - Platynowa Kolekcja
- Buteleczka Wina – (2001)
- Gracie Bracia... – (2003)
- Cygańskie Przeboje – (2005)
- Cygańskie Hity – (2009)
- Cygańskie Hity – (2010)
- Cygańskie Czary Mary – (2012)
- Z Cyganami pod Gwiazdami – (2015)
- Cygan prawdę Ci powie - (2021)
- Taborowych wspomnień czar - (2022)